# KDE Education Project
Het KDE Education Project ontwikkelt educatieve software voor het K Desktop Environment (KDE). De software is gebundeld in het kdeedu-pakket, en volgt het uitgaveschema van KDE.

## Lijst van de beschikbare programma's

### Talen
- Artikulate - Een trainingsprogramma voor uitspraak vreemde taal.
- Kanagram - Een anagram-spelletje.
- KHangMan - Een elektronische versie van het spelletje galgje.
- Kiten - Een programma om de Japanse Kanji karakters te leren.
- KLettres - Een programma om het alfabet te leren.
- KWordQuiz - Een programma om de woordenschat van andere talen te leren.
- Parley - Een programma om de woordenschat van andere talen te leren.

### Wiskunde
- Cantor - Een zogenoemd frontend tussen de gebruiker en KDE pakketten voor wiskunde en statistiek.
- KAlgebra - Een 2D en 3D plotter en rekenmachine.
- KAlgebra-mobiel - Een 2D en 3D plotter en rekenmachine.
- KBruch - Een programma rond breuken.
- Khipu - Een programma om plots te maken en beheren.
- Kig - Een geometrisch programma.
- KmPlot - Een plotter voor functies.
- LabPlot - Een programma om plots te maken en beheren.
- RKWard - Een gemakkelijk te gebruiken, transparante frontend naar R, (omgeving voor statistische berekeningen en grafieken).
- Rocs - Een IDE voor de grafentheorie.

### Wetenschappen
- Kalzium - Een interactief periodiek systeem.
- KBibTeX - Bibliografische items bekijken en beheren
- KStars - Een planetarium programma.
- KTechlab - Een IDE (ontwikkelomgeving) voor microcontrollers en elektronica.
- Marble - Een  kaart die de aarde toont als bol.
- Step, een programma om fysische experimenten te simuleren.

### Overige
- blinKen - Een programma om het geheugen te trainen.
- GCompris - Een educatief spel voor kinderen.
- KGeography - Een programma om aardrijkskunde te leren.
- KTouch - Een programma om te leren typen.
- KTurtle - Een educatieve programmeeromgeving voor turtle graphics.
- Minuet - Een toepassing voor muziekonderwijs.